# Дан Спетару (футболіст)
Дан Спетару (рум. Dan Spătaru, нар. 24 травня 1994, Кишинів) — молдовський футболіст, нападник клубу «Зімбру».
Виступав, зокрема, за клуб «Зімбру», а також національну збірну Молдови.

## Клубна кар'єра
У дорослому футболі дебютував 2011 року виступами за команду клубу «Зімбру», в якій провів чотири сезони, взявши участь у 64 матчах чемпіонату. 
У 2015 році захищав кольори команди клубу «Астра» (Джурджу) (на правах оренди).
До складу клубу «Зімбру» повернувся 2015 року. Відтоді встиг відіграти за кишинівський клуб 33 матчі в національному чемпіонаті.

## Виступи за збірні
У 2010 році дебютував у складі юнацької збірної Молдови, взяв участь у 6 іграх на юнацькому рівні, відзначившись одним забитим голом.
З 2013 року залучається до складу молодіжної збірної Молдови. На молодіжному рівні зіграв в 11 офіційних матчах, забив 2 голи.
У 2015 році дебютував в офіційних матчах у складі національної збірної Молдови. Наразі провів у формі головної команди країни 5 матчів.

## Титули і досягнення
- Володар Кубка Молдови (1):

«Зімбру»: 2013-14
- Володар Суперкубка Молдови (1):

«Зімбру»: 2014
- Володар Кубка румунської ліги (1):

«Динамо»: 2016-17
- Володар Кубка Вірменії (1):

«Ноах»: 2019-20
- Володар Суперкубка Вірменії (1):

«Ноах»: 2020